# قلعه زیبد
قلعه یا دژ زیبَد یکی از چهار اثر تاریخی دهستان زیبد است. قلعه زیبَد در سال ۱۳۸۰ به ثبت ملی رسیده‌است که آخرین بار در اختیار فرقه اسماعیلیه بوده است و در شهرستان گناباد، بخش کاخک، در منطقه مسکونی زیبد واقع شده و این اثر در تاریخ ۱۱ دی ۱۳۸۰ با شمارهٔ ثبت ۴۵۷۷ به‌عنوان یکی از آثار ملی ایران به ثبت رسیده‌است.
علاوه بر مرکزی زیبد که به‌طور نادرست با نام قلعه سفید زیبد ثبت شده است، قلعه شاه‌نشین زیبَد نیز با نام نادرست محوطه قلعه شهاب در سال ۱۳۸۱ ثبت ملی شده‌است.

## قلعه‌های دهستان زیبد
در روستاهای دهستان زیبد گناباد چند قلعه وجود دارد که قدیمی‌ترین آن‌ها سه قلعه زیبد - شهاب گبر یا شاه‌نشین و در صوفه پیران می‌باشد بنا بر چند روایت آخرین پناهگاه یزدگرد سوم بوده‌است.
روستای زیبد به دلیل این‌که اردوگاه لشکر ایران بوده و کیخسرو نیز مدت کوتاهی در آنجا اقامت داشته‌ است به لحاظ تاریخی بسیار حائز اهمیت است و علاوه‌بر آن، قلعه تاریخی روستای زیبد، قلعه شهاب و روستای درصوفه یک مثلث تاریخی بسیار مهم در دهستان زیبد گناباد است که آبستن رویدادهای تاریخی بسیار باارزشی بوده‌ است.  
برابر با کتاب طبقات ناصری از منهاج الدین سراج جوزجانی، قلعه زیبد با نام تختگاه محل استقرار اسماعیلیان بوده‌است.

## سه قلعه تاریخی زیبد
- آخرین پناهگاه یزدگرد سوم

سه اثر تاریخی زیبد به‌علاوه درصوفه را برای نخستین بار دکتر زمانی باستان‌شناس و استاد دانشگاه تهران در سال ۱۳۴۹ مورد کاوش قرار داده و نتیجه‌گیری کرده‌است که هر سه قلعه و همچنین آسیاب آبی زیبد مربوط به دورهٔ ساسانی است. این باستان‌شناس کمی بعد در اثر تصادف کشته شد و تحقیقات او ناتمام ماند. این سه اثر تاریخی به دلیل بی‌توجهی مسئولان مربوطه بارها مورد سرقت و حفاری‌های غیرقانونی قرار گرفته و به کلی تخریب شده‌است. به‌طوری‌که از قبرستان گبرها و تشله رستم و آسیاب آبی امروزه هیچ اثری باقی نمانده‌است. دومین فردی که این سه قلعه را بررسی کرده استاد لباف خانیکی است وی باور دارد این سه قلعه در دورهٔ اسماعیلیان از مراکز مهم پناهگاه اسماعیلیه بوده‌است.

## قله (قلعه) شاه‌نشین
آنچه جایگاه معنوی و اجتماعی این قلعه را ارتقا می‌دهد، نوشتۀ «منهاج سراج» در کتاب طبقات ناصری است. او که خود سه بار به رسالت از «قلعۀ تولک» در افغانستان به قهستان آمده، مشاهدات خود را نقل به مضمون این‌گونه توضیح داده است: «در سال ۶۲۱ بعد از آن که خراسان از لشکر مغول خالی شده بود و مردم به سبب نایافت جامه و مایحتاج اندک که از وقایع کفار خلاص یافته بودند و در ضیق معیشت مانده بودند، به اشارت ملک تاج‌الدین حسن سالار از قلعۀ تولک به اسفزار و از اسفزار به طرف قاین و از آن‌جا به قلعۀ سر تخت و جواشیر رفتم و فرمانده بلاد قهستان در آن وقت محتشم شهاب منصور ابوالفتح بود، او را دریافتم در غایت دانایی به علم و حکمت و فلسفه چنان که در بلاد خراسان مثل او فلسفی و حکیمی در نظر نیامده بود. غربا را بسیار توجه می‌کرد و مسلمانان خراسان را که به نزدیک او می‌رسیدند به حمایت و پناه می‌گرفت.
مجالست او باعلماء خراسان بود.
چنان تقریر کردند که در آن دو سه سال فترت (سال‌های یورش مغولان) یک هزار و هفتصد تشریف و هفتصد سرٍ اسبٍ تنگ بسته (با بار) از خزانۀ او به علما و غربا رسیده بود....»
با توجه به اشارات فوق، محتشم شهاب در جواشیر و گاه سرتخت که به فاصلۀ کمی از یکدیگر قرار دارند مقام داشت و شاید خوشنامی او موجب شده است که هم قلعه جواشیر به نام او (شهاب) مزین باشد و هم چشمۀ نزدیک قلعه و هم روستای کنار قلعه.
«گای لسترنج» و «حمدالله مستوفی» جایگاه قلعۀ سرتخت را گناباد نشانی داده‌اند و منهاج سراج آن‌ها را در یک منطقه و نزدیک به هم دیده است و در گناباد فقط دو قلعۀ سرتخت (ارگ فرود) و قلعۀ جواشیر (قلعه شهاب) است که با فاصلۀ نزدیک به ۲ کیلومتر از هم، چنان موقعیتی نسبت به یکدیگر دارند.
قله شاه‌نشین یا قلعه جواشیر با پرونده تحت عنوان محوطه قلعه شهاب با آثاری از دوره سلجوقیان و اسماعیلیان در شهرستان گناباد، بخش کاخک، در تاریخ ۷ مهر ۱۳۸۱ با شمارهٔ ثبت ۶۴۳۱ به‌عنوان یکی از آثار ملی ایران به ثبت رسیده‌است.
قله شاه‌نشین یا محوطه قلعه شهاب یک کوه کله قندی مرتفع است که در دامنه آن رودخانه و چشمه آب کلاته شهاب گبر قرار دارد. در نوک کله قندی این قلعه پیش‌تر دیوارهای سنگی با خاک گچ و ساروج وجود داشته که امروزه فقط سنگ‌های فروریخته و ساروج و خاک گل‌های آن باقی مانده‌است و دخمه‌هایی که غارت شده‌اند. در داخل این قلعه یک استخر آب در دل سنگ به عمق ۱۰ متر کنده شده‌است که بنا بر روایت‌های شفاهی ۴۰ دختر وظیفه آب‌رسانی با مشک به این حوض سنگی را داشته‌اند.
بر طبق کتاب البلاذری نیزک ترخان از سوی «ماهوی سوری» فرماندار مرو که در آن دوره پایتخت خراسان بزرگ بود مأموریت یافته تا در این مکان به استقبال شاه آمده و پیام وفاداری را به شاهنشاه ابلاغ کند البته ماهوی سوری برای نشان وفاداری و تعهد برای بازپس‌گیری سرزمین‌های از دست رفته یزدگرد سوم از دختر او خواستگاری کرده‌است اما شاه خشمگین شده و او را نوکر خود خوانده که با خواستگاری از دختر شاهنشاه اقدام به گستاخی و پررویی نموده‌است. پاسخ توهین‌آمیز یزدگرد باعث خشم ماهوی مرزبان مرو شد و نیزک طرخان حاکم هپتالی طخارستان را تشویق کرد که شاه فراری و مفلوک را به قتل رساند و خانواده‌اش را اسیر نماید. در نتیجه حمله سپاه نیزک طرخان، یاران یزدگرد با فرستادگان مرزبان مرو در منطقه زیبد گناباد درگیر می‌شوند در جنگ زیبد و قلعه شهاب گبر «یزدگرد سوم» کشته شده و دخترش «ارتهگ یا اردوک» که خردسال بوده نزد ماهوی سوری مرزبان ایالت مرو به اسارت فرستاده می‌شود.
اهمیت مطالعات میدانی قله شاه‌نشین (شهاب گبر) - قلعه زیبد و درب صوفه که همگی برهم اشراف و دید دارند به جهات متعددی است از همه مهم‌تر اثبات افسانه بودن قتل یزدگرد سوم به دست آسیابانی در مرو است با توجه به مطالعات میدانی و تاریخی، یزدگرد در زیبد گناباد در شرق خراسان در فاصلهٔ بیشتر از ۲۵۰ کیلومتری هرات و بیشتر از ۳۰۰ کیلومتری مرو کشته شده‌است. یزدگرد هرگز به مرو نرسیده‌است. آخرین اقامتگاه او و آخرین یارانش تنگهٔ خوش‌ آب و هوای زیبد بوده‌است. علت این‌که تاریخ‌نگاران نام مرو را آورده‌اند این است که در آن دوره شمال شرقی ایران را به نام مارگوش یا مملکت مرو یا ولایت مرغش می‌شناختند و در حقیقت در این دورهٔ زمانی هرات مرکز ولایت مرو به شمار می‌رفته ولی برخی گمان کرده‌اند معروف‌ترین شهر آن منطقه جغرافیایی مرو امروزی بوده‌است. مرو در واقع نام ایالت و همچنین نام شهر است و در بسیاری از متون اسلامی عربی منظور از مرو ولایت مرو است و نه شهر مرو امروزی که در اصل نام یک شهر قدیمی‌تر به نام مارگوش یا مارگیانه بوده‌است.

## کشته شدن یزدگرد و انقراض دولت ساسانی
چندین روایت متفاوت و با محتوی متضاد دربارهٔ مرگ یزدگرد سوم در کتاب‌های تاریخی برجای مانده‌است. با توجه به کاوش‌های قلعه زیبد - گناباد و روایت‌های شفاهی و گزارش بلاذری و حبیب عبدالحی به نظر می‌رسد روایت مربوط به قتل یزدگرد در آسیاب مرو بیشتر افسانه‌بافی باشد تا حقیقت و آنچه بیشتر به حقیقت نزدیک است روایت بلاذری است.
متن اصلی کتاب بلاذری سرنوشت یزدگرد سوم:
- .... یزدجرد… ثم سار إلی خراسان فلما صار إلی جنابد (گنابد) حد مرو تلقاه ماهویه مرزبانها معظما مبجلا وقدم علیه نیزک عنده شهرًا ثم شخص وکتب إلیه یخطب ابنته فأغاظ ذلک یزدجرد وقال: اکتبوا إلیه إنما أنت عبد من عبیدی فما جرأک علی أن تخطب إلی وأمر بمحاسبة ماهویه مرزبان مرو وسأله عن الأموال. فکتب ماهویه إلی نیزک یحرضه علیه ویقول: هذا الذی قدم مفلولا طریدًا فمننت علیه لیرد علیه ملکه فکتب إلیک بما کتب. ثم تضافرا علی قتله. وأقبل "نیزک" فی الأتراک حتی نزل فی الجنابذ (گنابد) فحاربوه فتکافأ الترک ثم عادت الدائرة علیه فقتل أصحابه ونهب عسکره وکان ذلک سنة ۳۱ هـ /(۶۵۱ م)، وکان عمره إذ ذاک ۲۸ سنة.
- بلاذری در فتوح‌البلدان آورده‌است… یزدگرد از (مداین) به حلوان، سپس به اصفهان رفته.[۶] یزدگردسوم که جز عنوان شاهنشاهی نداشت باز هم رو به هزیمت نهاد. اسپهبد طبرستان یزدگرد را به پناه خود فراخواند ولی یزدگرد سیستان و خراسان را ترجیح داد.

یزدگرد از ری به اصفهان و از آنجا به کرمان و سپس به سوی طوس و مرو رفت در مسیر او در جناباد (گناباد) اقامت نمود.
با نزدیک‌تر شدن فاتحان عرب به استخر، یزدگرد با وجود دعوت مرزبان (فرماندار) تبرستان ترجیح داد تا از راه دارابگرد به اصفهان و کرمان و سپس سیستان و بعد به خراسان برود. او پیش از عزیمت به مرزبانان خود نامه‌هایی نوشته و برای شکست دادن مهاجمان عرب درخواست کمک نمود مرزبان مرو از جمله کسانی است که اعلام آمادگی نموده است اما برای کمک به یزدگرد درخواست ازدواج با خانواده سلطنتی را داشته‌است. به‌طوری‌که در مسیر شاه برای سفر به مرو از سوی نماینده مرزبان مرو ماهوی سوری -که به احتمال از خاندان سورن بود- نخست مورد استقبال قرار گرفت ولی میان آنان کدورتی رخ داد که بلاذری این کدورت را ناشی از درخواست خواستگاری از ادرگ دختر خردسال یزدگرد توسط ماهوی سوری دانسته‌است. موارد دیگری مانند بیم ماهوی از حملهٔ اعراب به مرو، هم ذکر شده‌است. در سال ۶۵۲ میلادی، ده سال پس از جنگ نهاوند ماهوی سوری نیزک طرخان سرکردهٔ طوایف هپتالی طخارستان را نزد یزدگرد، فرستاد. نیزک ترخان در ابتدا که برای استقبال به گناباد رفته بود رابطهٔ خوبی با یزدگرد داشته‌است،  میان سپاه نیزک و یزدگرد نبردی درمی‌گیرد، در نتیجه یزدگرد شکست خورد و کشته شد.
با مرگ یزدگرد سوم در سال ۶۵۲ میلادی، سلسلهٔ ساسانی پس از ۴۲۶ سال، در ایران منقرض گردید. ماهوی سوری نیز در زمان خلافت علی به کوفه فراخوانده‌شد و از جانب او مأمور گردآوری خراج خراسان گردید. این گزینش در میان خراسانیان سبب شورشی دامنه‌دار گردید.
دکتر زمانی قله شاه‌نشین و قلعه زیبد را به جنگ دوازده رخ در شاهنامه فردوسی منسوب می‌داند (ز زیبد زمین تا گنابد سپاه - در و دشت از ایشان کبود و سیاه) اما از آنجا که در روایت‌های شفاهی آمده‌است ۴۰ دختر وظیفه آب‌رسانی به اوج قله شاه‌نشین را داشته‌اند. این نشان می‌دهد که این قلعه برای مدت طولانی اقامتگاه فردی بسیار مهم بوده‌است. زیرا تنها سکونت یک امپراتور مانند یزدگردسوم می‌تواند ساخت این بناهای مستحکم را در قله مرتفع سخت و صعب‌العبور و دورافتاده توجیه کند. یزدگرد در مسیر حرکت خود به قلمرو شرقی و مرز توران وقتی به تنگل زیبد رسیده آنجا را امن‌ترین مکان و منطقه‌ای بکر و پناه گاهی امن یافته‌است. در حالی‌که در جنگ دوازده رخ جنگجویان دوره اقامت کوتاهی داشته‌اند و نیازی به برج و بارو نداشته‌اند. البته شباهت‌هایی هم در هر دو جنگ وجود دارد که جنگ دوازده رخ و جنگ نیزک ترخان را به هم شبیه می‌سازد.

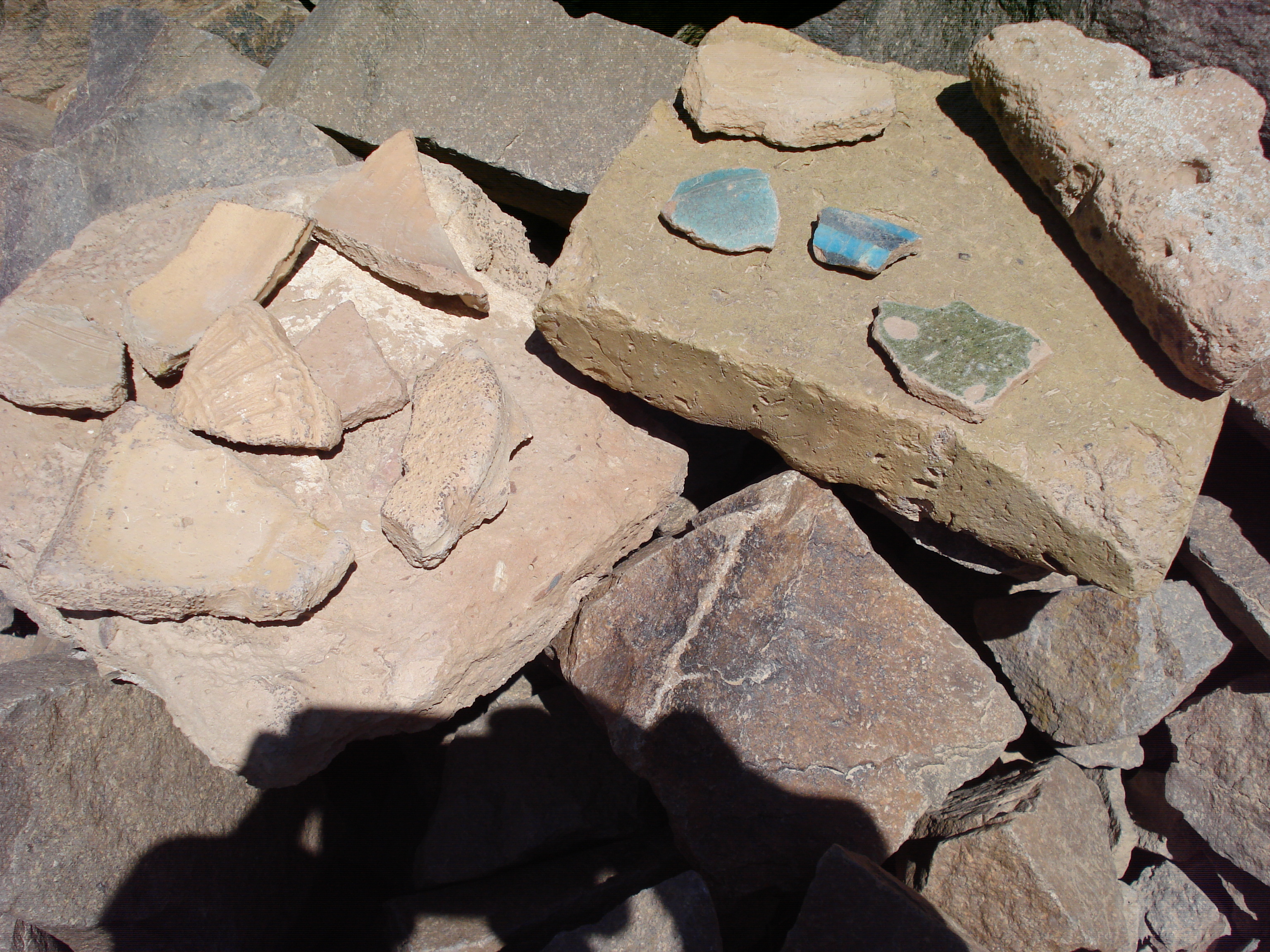
تخریب قلعهٔ یزدگرد سوم در زیبد به دست سارقان

## درصوفه پیر

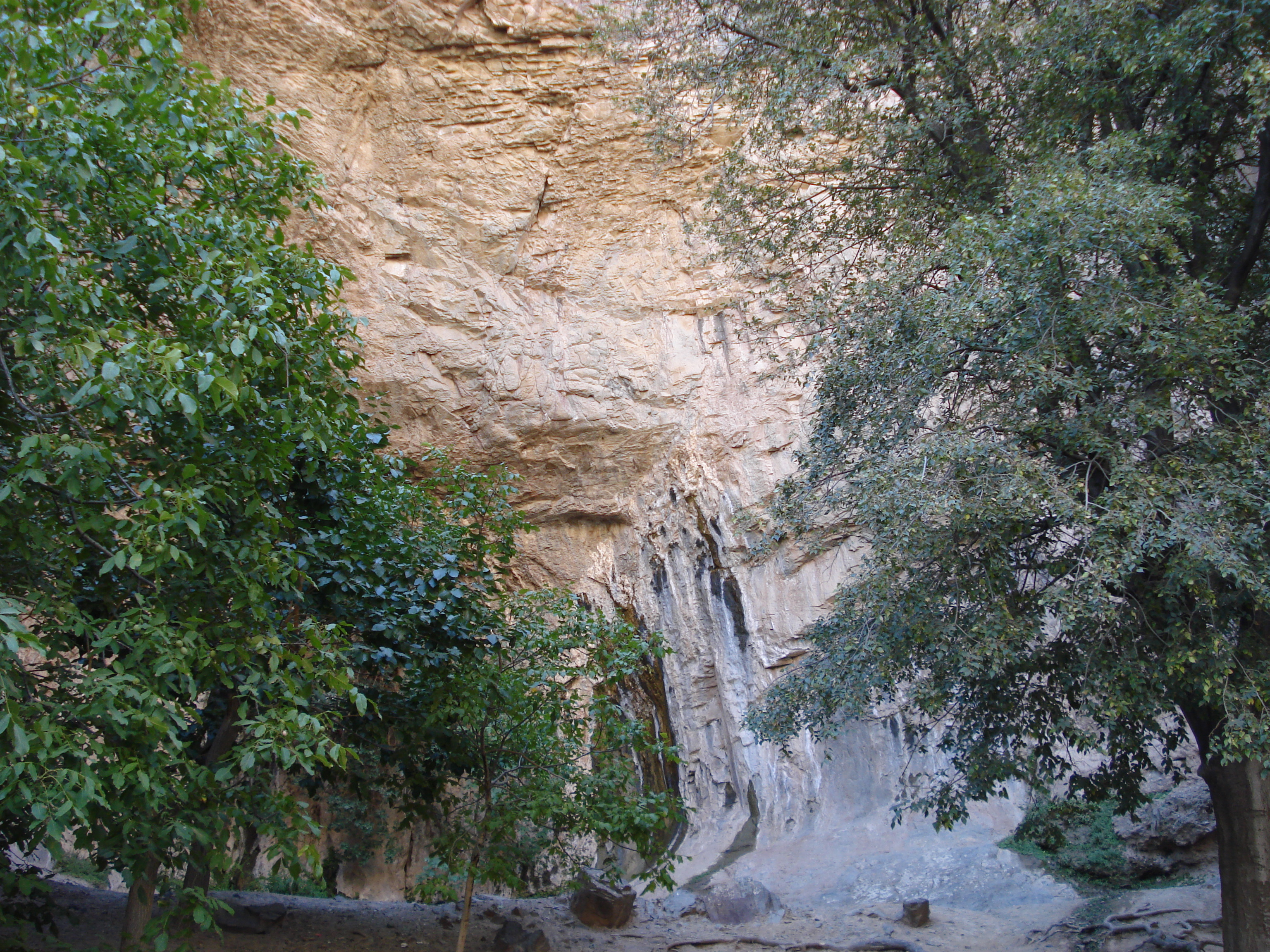
درصوفه

درصوفه یک ایوان مرتفع و یک پناهگاه طبیعی در درون یک دیواره کوهستانی است که در فاصله کمی از قله شاه‌نشین قرار دارد و در بالای این ایوان یک قلعهٔ سنگی وجود داشته و گفته شده که آنجا قبر پیران ویسه بوده‌است. از بالای قله شاه‌نشین درصوفه و تنها گذرگاه کوهستانی منطقه قابل دیدن است. ایوان درصوفه یک پناهگاه طبیعی است اما بخش‌هایی از آن توسط انسان کنده شده‌است.

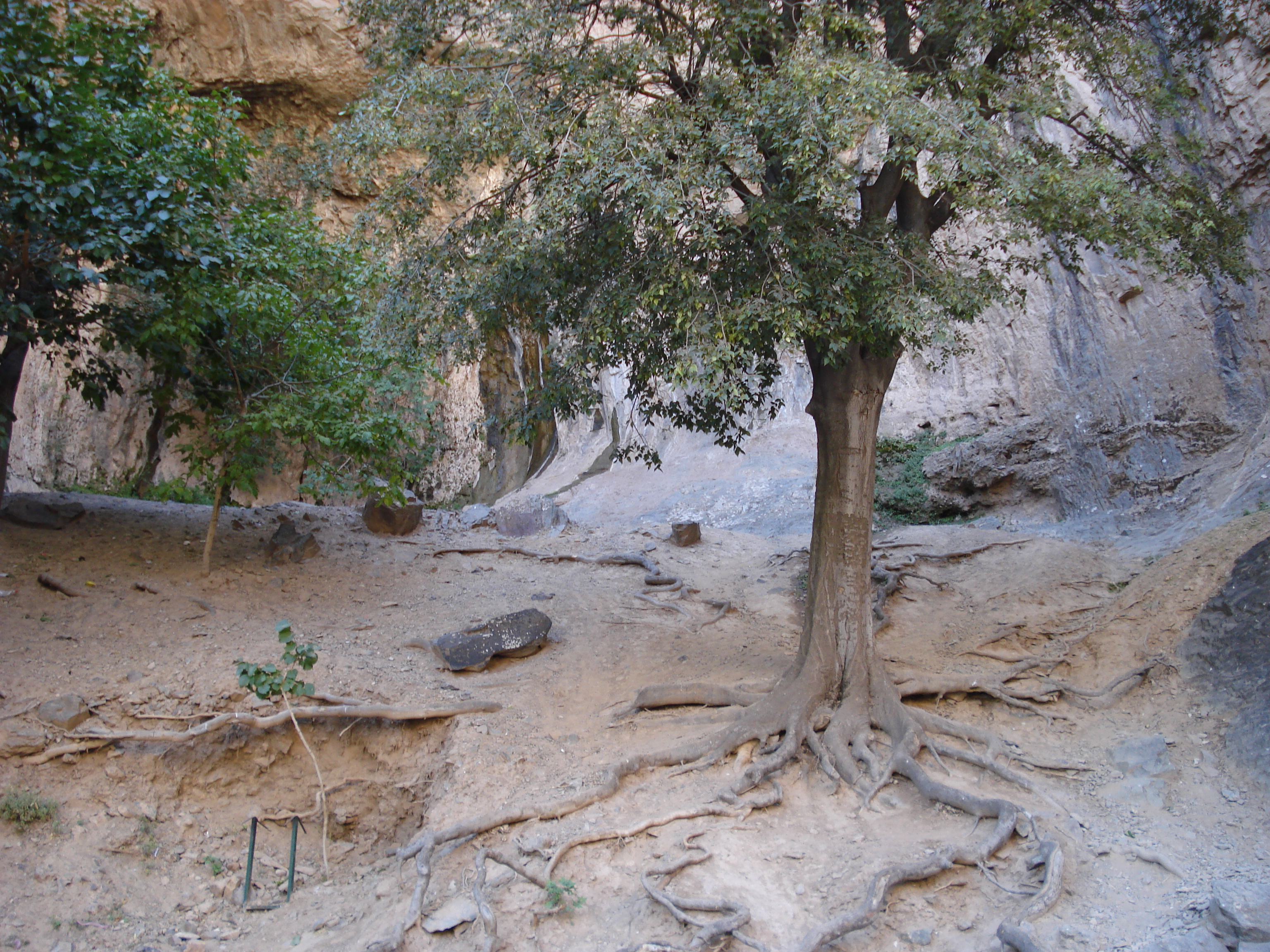
درخت تاقوک در ورودی ایوان در صوفه

این ایوان در ابتدای یک گذرگاه کوهستانی قرار دارد و طول این گذرگاه دره‌ای شکل به طول دو کیلومتر و عرض ۷ متر و ارتفاع و بلندی نزدیک به ۱۰۰ متر است. این گذرگاه در گذشته یکی از راه‌های سفر از ناحیه فردوس وطبس به دشت گناباد بوده‌است.
چشمه‌های متعدد آب، وجود گیاهان و درختانی همچون انجیر کوهی، بنه، پسته کوهی، گله‌های آهو، گوزن، قوچ کوهی، گورخر، شیر، یوزپلنگ… و آب و هوای مناسب پس از طی مسافتی طولانی در مسیر گرمسیری و بد آب و هوای مسیر اصفهان، کویر مرکزی، کرمان، سیستان، طبس تا گناباد، استقرار در تنگل کوهستانی زیبد را توجیه‌پذیر می‌کند. بر اساس مشاهدات در اطراف قله شاه‌نشین و تنگل اطراف آن می‌توان تخمین زد که یزدگرد و همراهانش نزدیک به ۴۰۰ تن سرباز و جنگجو و محافظ -یکصد راس اسب- تعدادی بین ۲۰۰ تا ۳۰۰ راس خر و قاطر به همراه داشته‌اند. اسواران یا اسب‌سواران مردان جنگی چابک‌سوار و شکارچیان بوده‌اند؛ و حمل و نقل بار و آذوقه و حمل و نقل بچه‌ها و بزرگسالان بر عهدهٔ قاطرها و خران بوده‌است. تنگل زیبد و کلاته شهاب گبر ظرفیت تأمین آب و خوراک چنین جمعیتی را داشته‌است. آن‌ها در اطراف چشمه آب و محلی که تشله رستم نام دارد و حاشیه رودخانه در پای قله شاه‌نشین کاروان خود را مستقر و خیمه‌گاه‌های خود را برپا ساخته‌اند و سپس برای پیشگیری از حملهٔ ناگهانی دشمن قله مرتفع و صعب‌العبور را محل پناهگاه یزدگرد سوم نموده و آن را قله شاه‌نشین نامیده‌اند. از پای این قلعه که چشمه آب کوه قرار دارد تا اوج قله شاه‌نشین به‌طور تقریبی می‌توان گفت نزدیک به هزار متر ارتفاع وجود دارد. محافظان و گاردها در سه مکان استقرار داشته‌اند. پای قله شاه‌نشین –داخل قلعه سنگی زیبد- داخل درب صوفه و بالای آن.

## ماجرای ارتاگ یا ارداک دختر یزدگرد سوم

زیبد ۱۲ رخ

فرستادن مأمور تشریفات از سوی ماهویه سوری برای استقبال از یزدگرد در گناباد (مرزبان در زبان امروزی معادل فرماندار است) و سپس طی نامه‌ای توطئه‌آمیز ترغیب نیزک ترخان به حمله به یزدگرد سوم به بهانه گرفتن موافقت شاهنشاه برای پیوند با دختر خردسال یزدگرد که باعث خشمگین شدن یزدگرد از این درخواست و پاسخ توهین‌آمیز یزدگرد به نیزک طرخان شد و او با اعزام نیرو به گناباد قصد جنگ و خاتمه دادن به سلطنت یزدگرد نموده و بدین‌گونه آخرین امپراتوری ایران که روزگاری حاکمان از غرب تا شرق جهان آن روز را تحت خراجگزاری ایران داشت در تنگه دور افتاده گناباد در شرق ایران توسط هپتالی‌ها و نماینده ماهوی سوری به نام نیزک طرخان به پایان رسید. فاصلهٔ زمانی میان پیش و پس از استقبال کردن از یزدگرد و جنگ نیزک ترخان شش ماه تا یک سال بوده‌است و در این مدت یزدگرد به عنوان پادشاه و رهبر روحانی زرتشتیان ایران در زیبد اقامت داشته‌است. در این جنگ دختر یزدگرد به نام ادرگ بعضی "اردک " هم نوشته‌اند (Ardak – Ertak- ) به اسارت برای مرزبان مرو فرستاده شده‌است. اردک را ماهویه مرزبان شرقی ایران در مرو برای خوش‌گویی و پیشکش نزد خلیفه به کوفه فرستاد و سپس او به ازدواج یکی از سرداران اسلام درآمد و گویا با او خوش رفتاری شده‌است و عبدالرحمن ابن اردگ که از محدثین تاریخ اسلام است فرزند او است. تاریخ بیهق ابن فندق: «گویند که یزدگرد به صورت زیبا و گندم‌گون پیوسته ابرو جعد موی شیرین لب لطیف سخن و با مهابت و از نسیب‌ترین ملوک عجم بود.»

## نگارخانه قلعه‌های زیبد

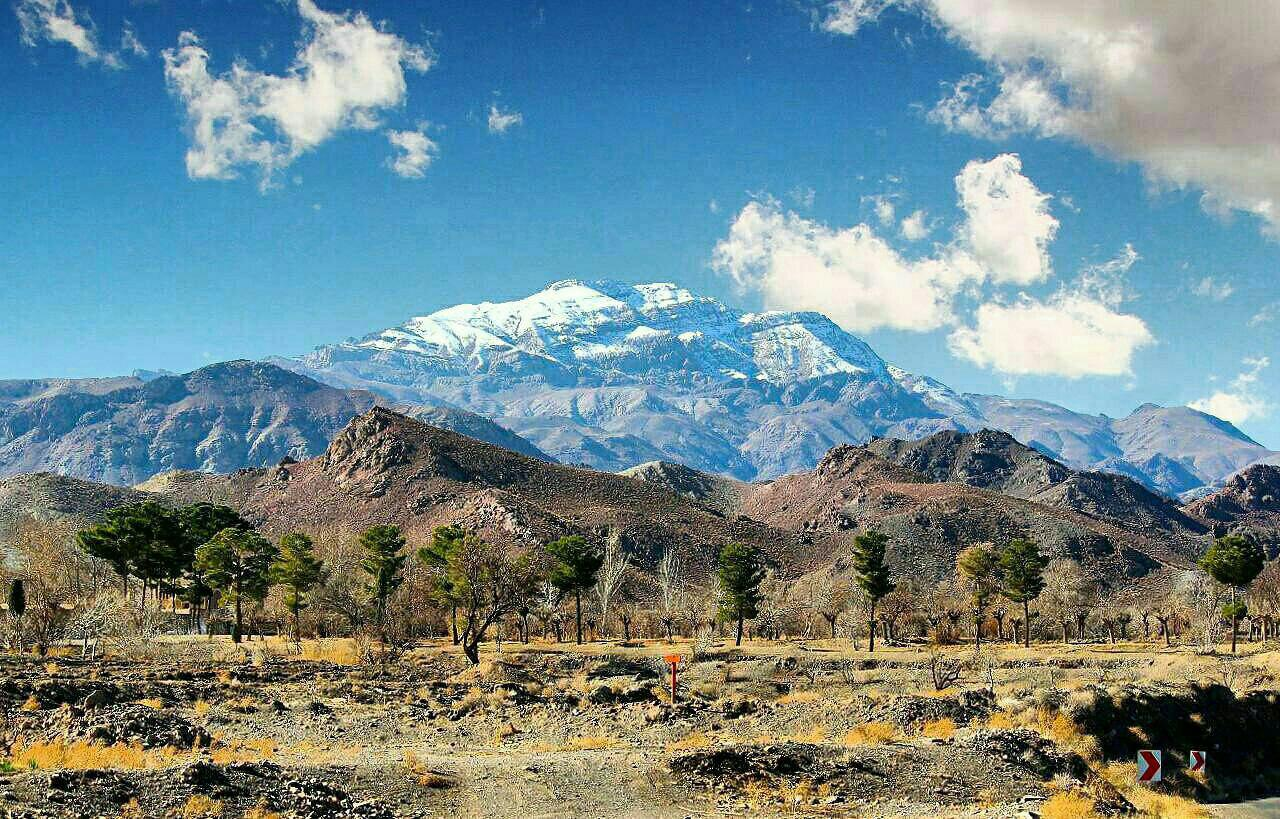
کوه زیبَد گناباد
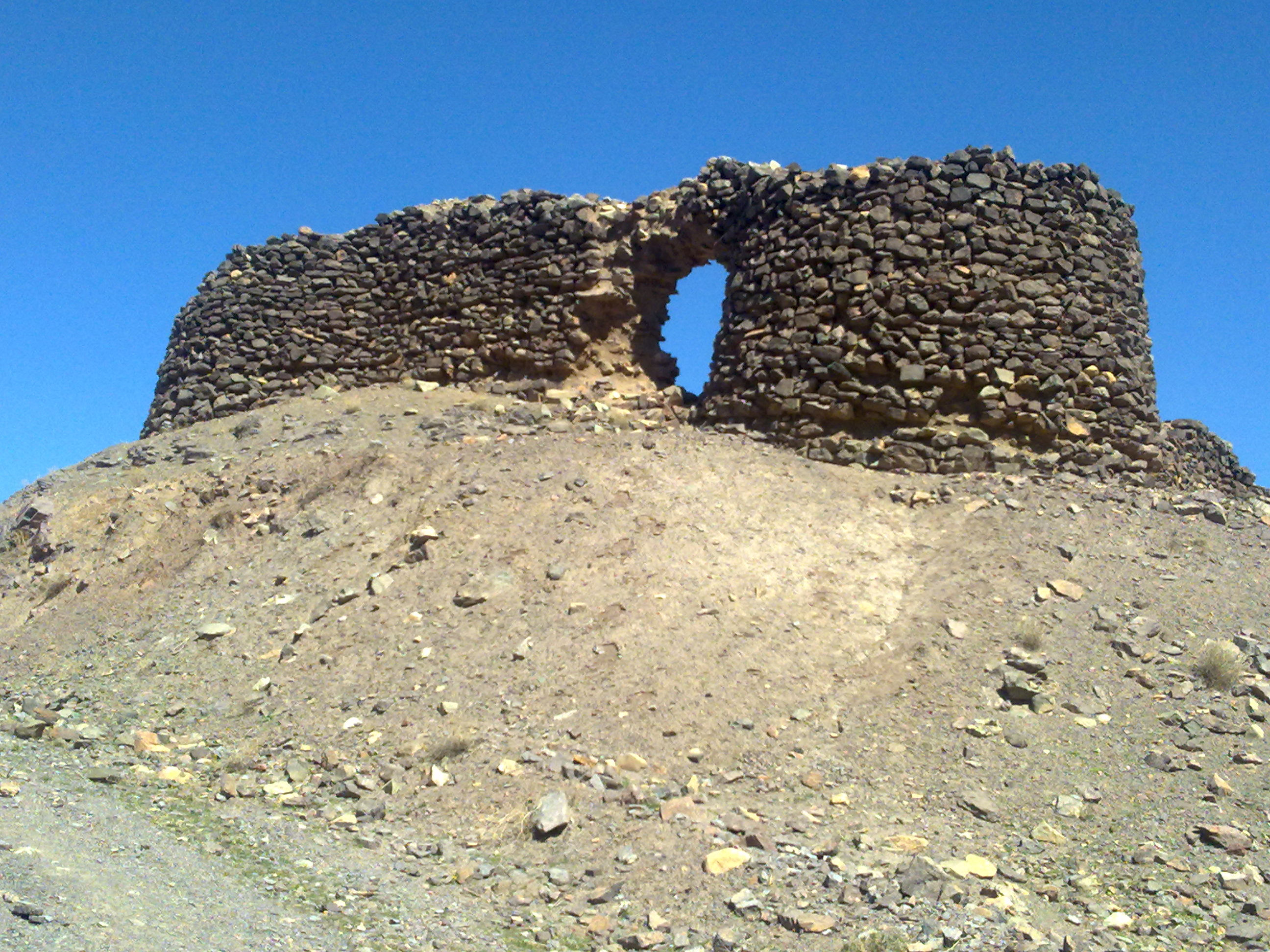
قلعه ۱۲ رخ
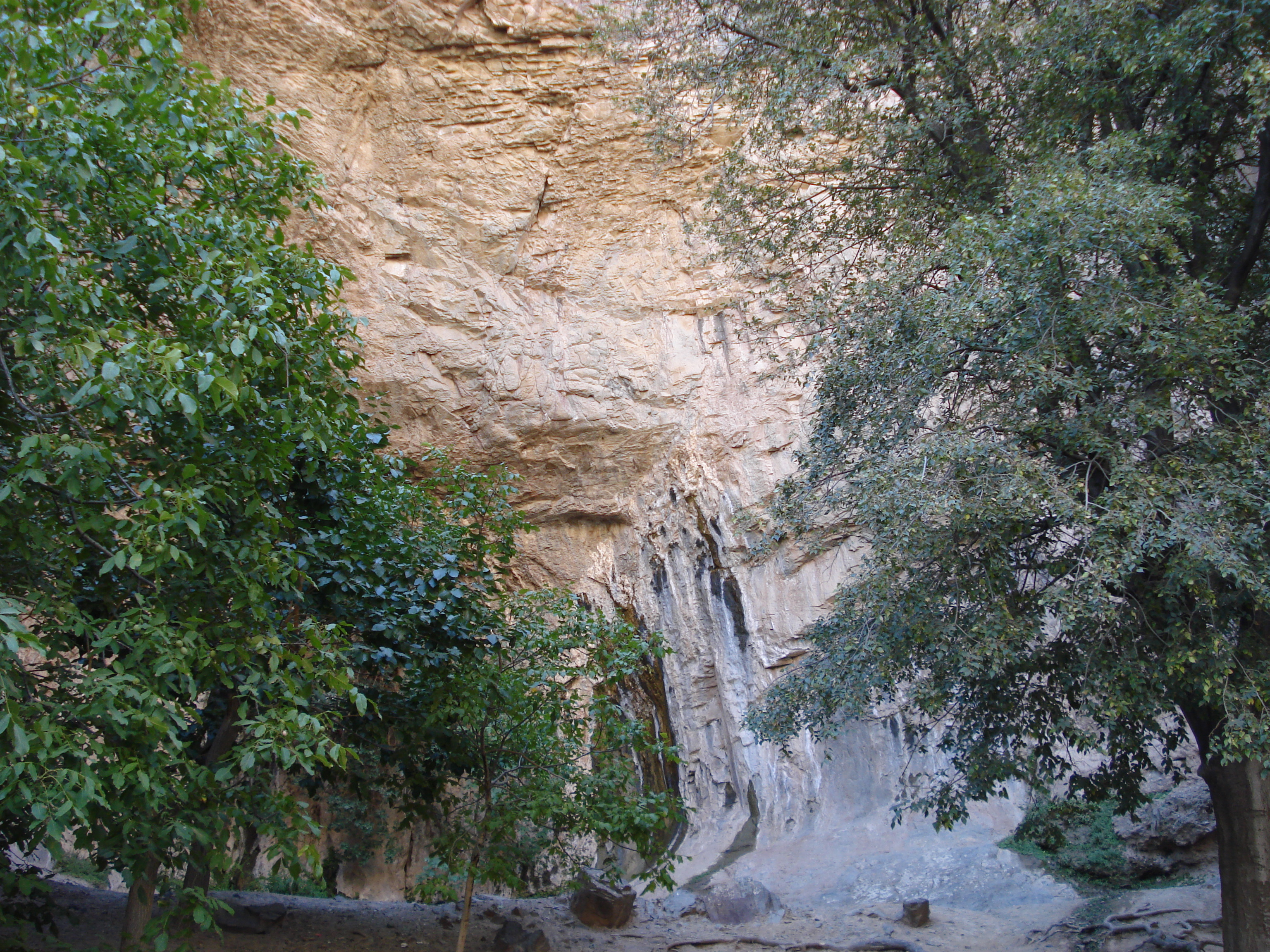
ایوان پیر
قلعه ساسانی زیبَد
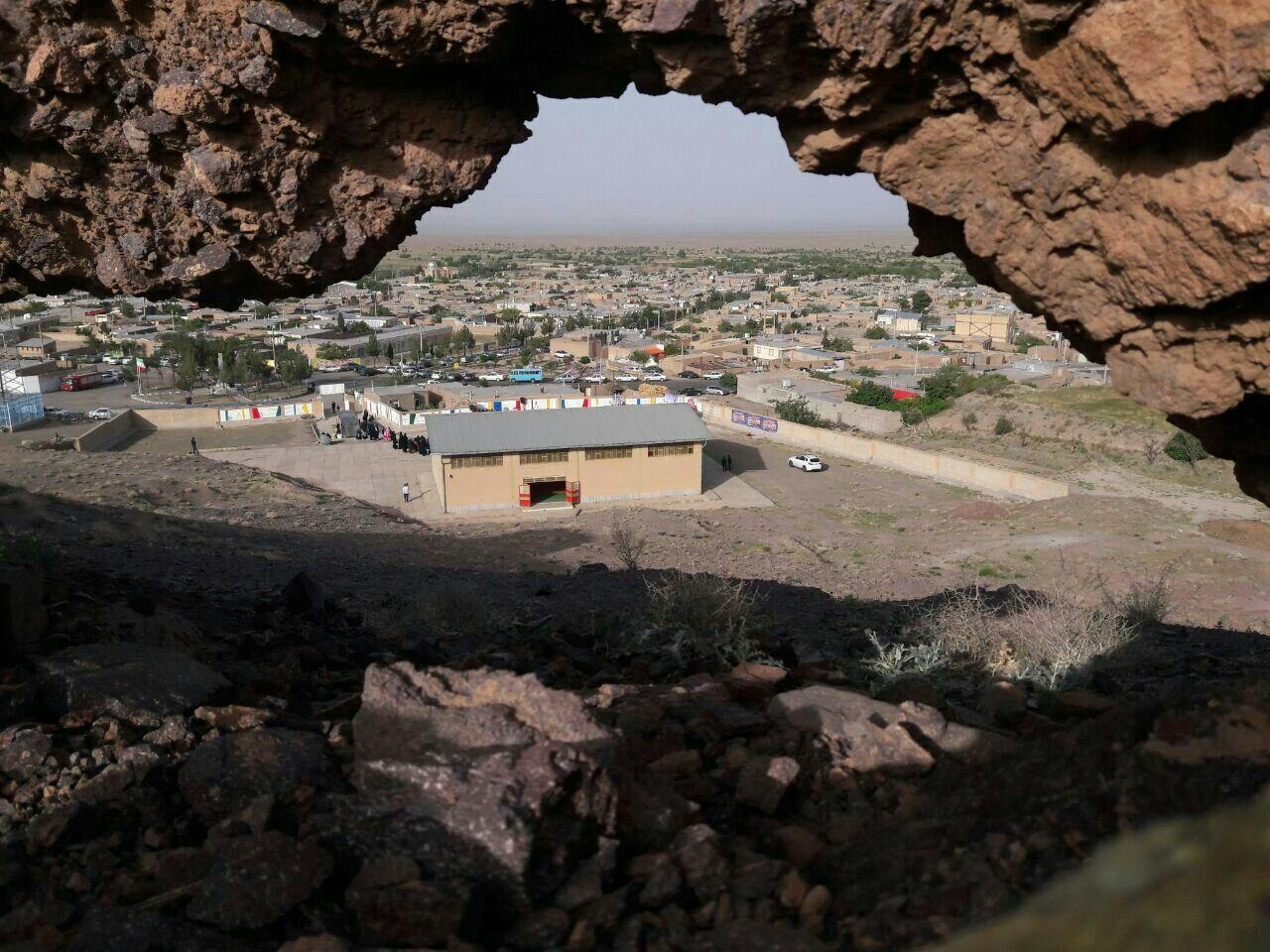
قلعه زیبَد
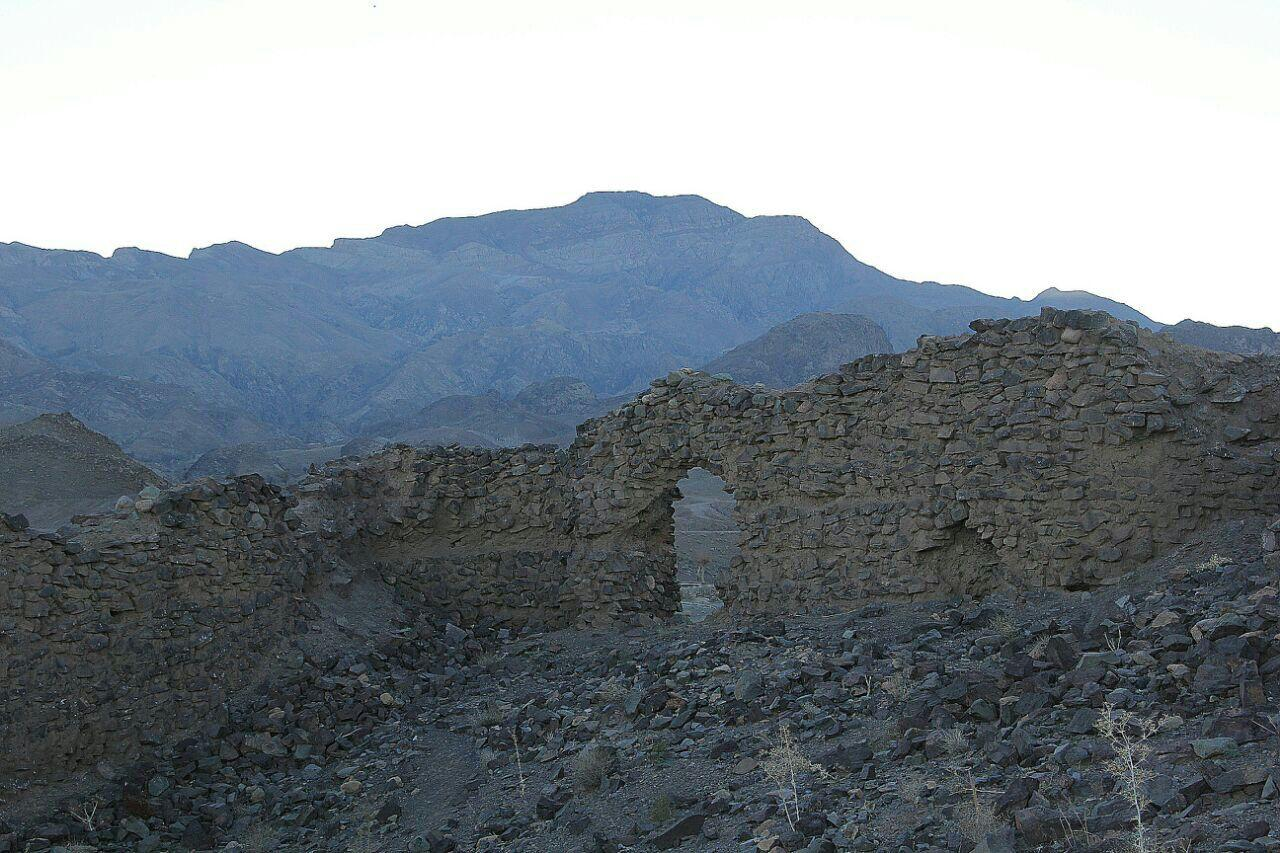
قلعه زیبَد
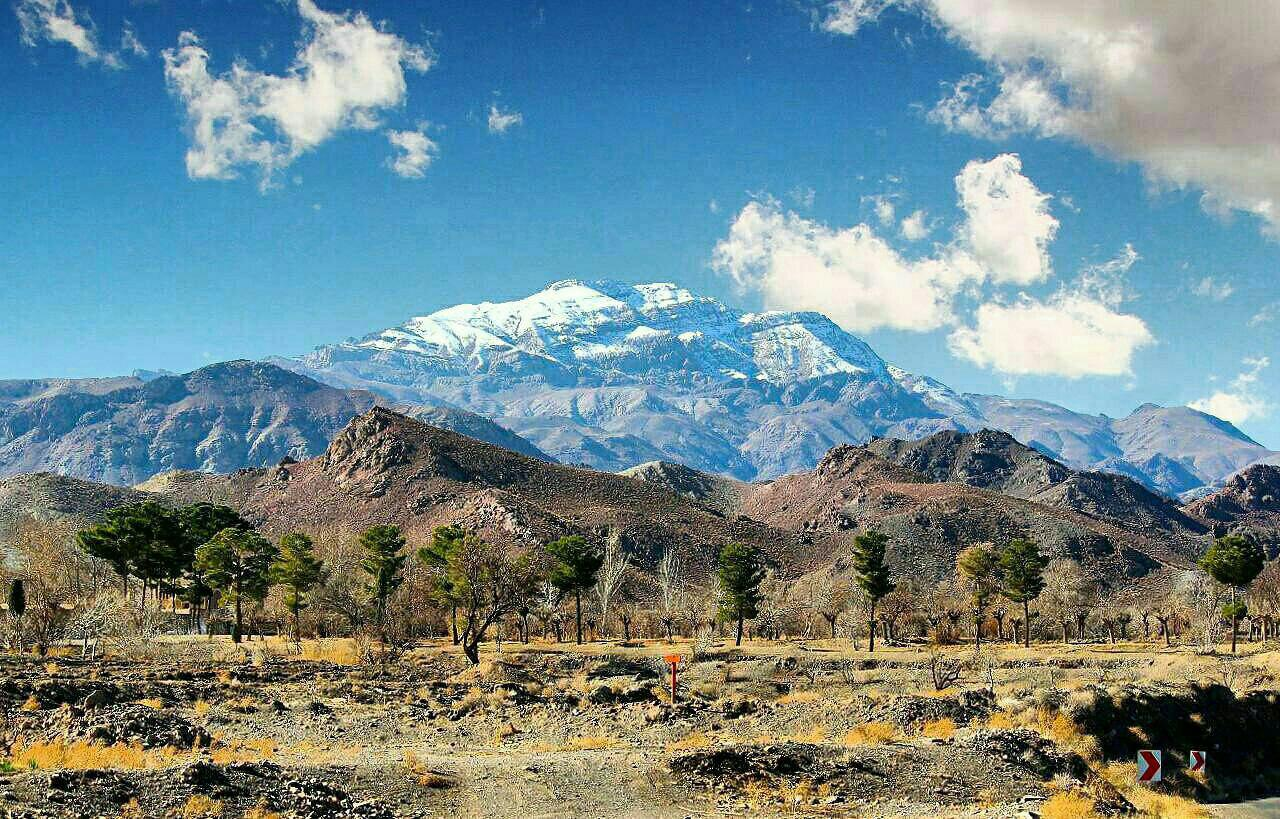
کوه زیبَد
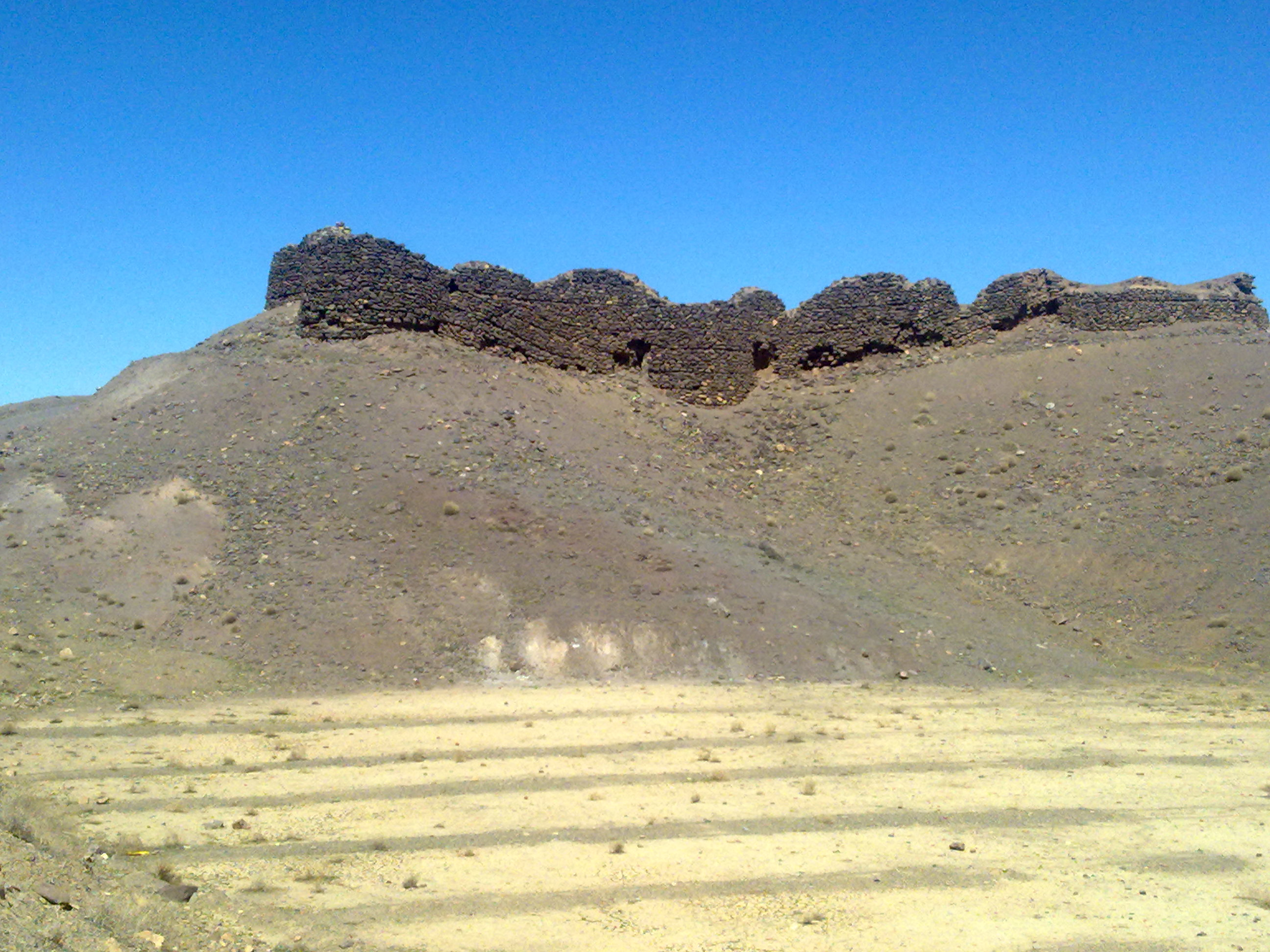
زیبد
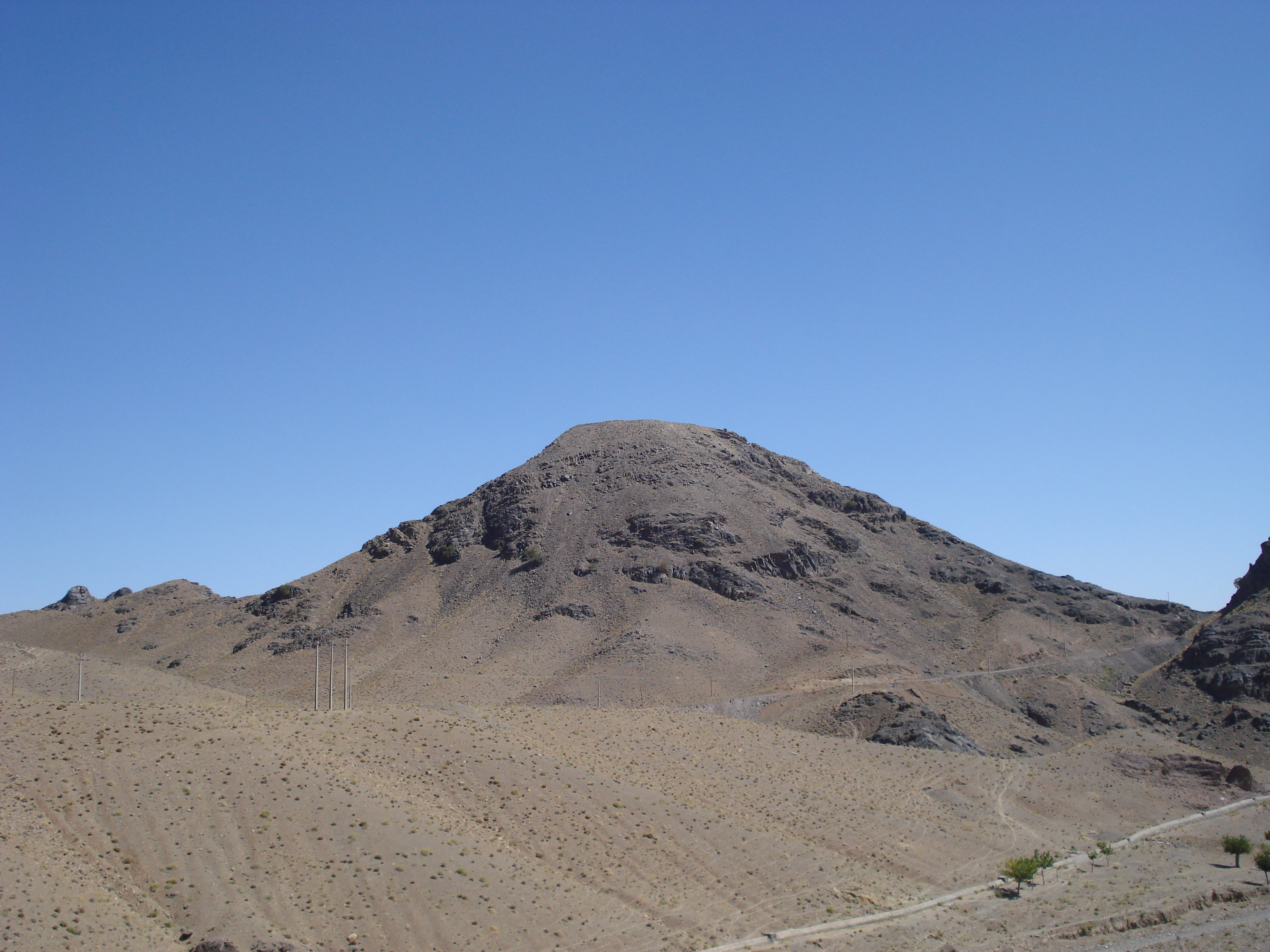
قله شاه‌نشین زیبد
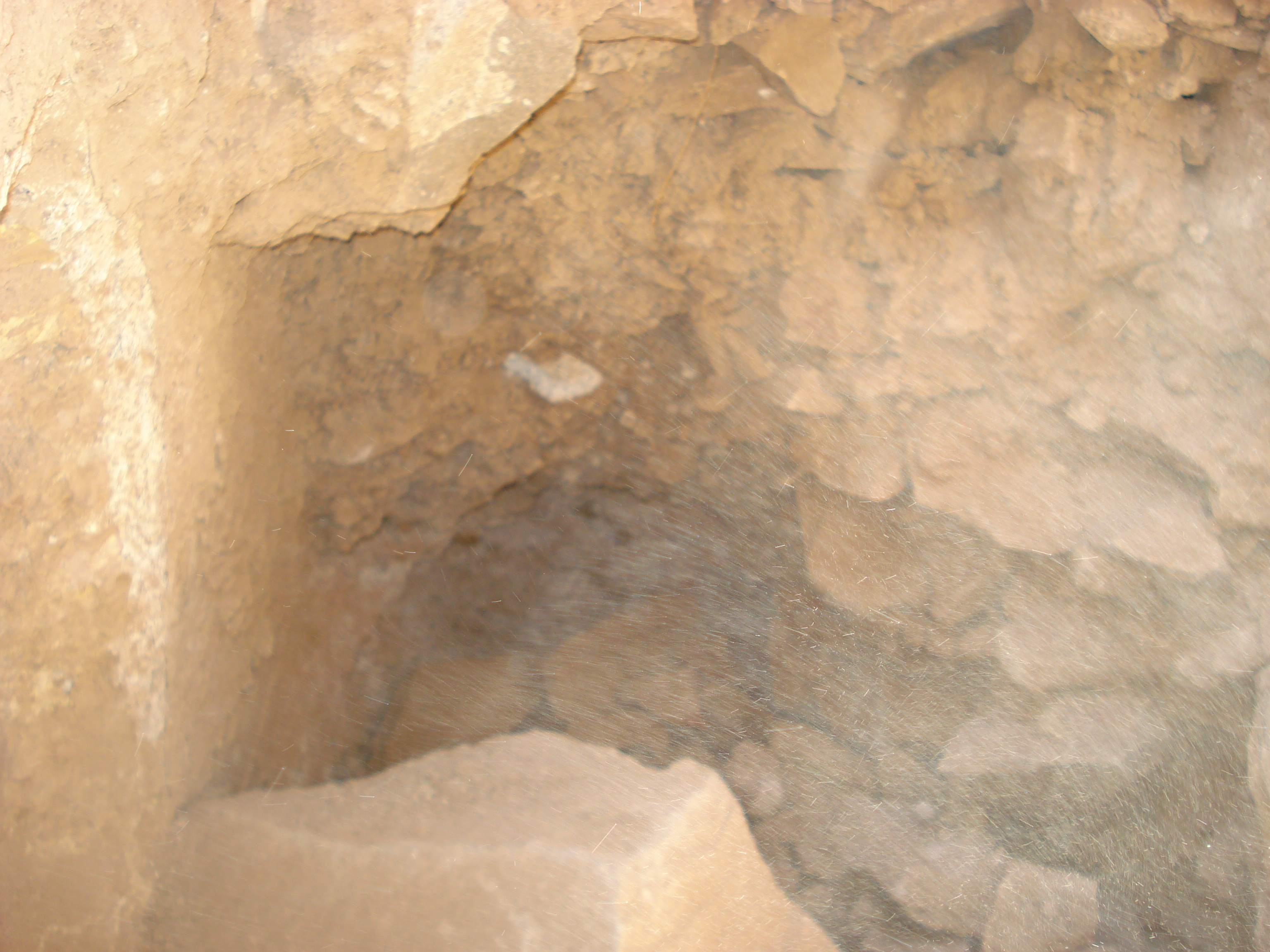
تخریب در پناهگاه واپسین شاه ساسانی، قلعه شاه‌نشین
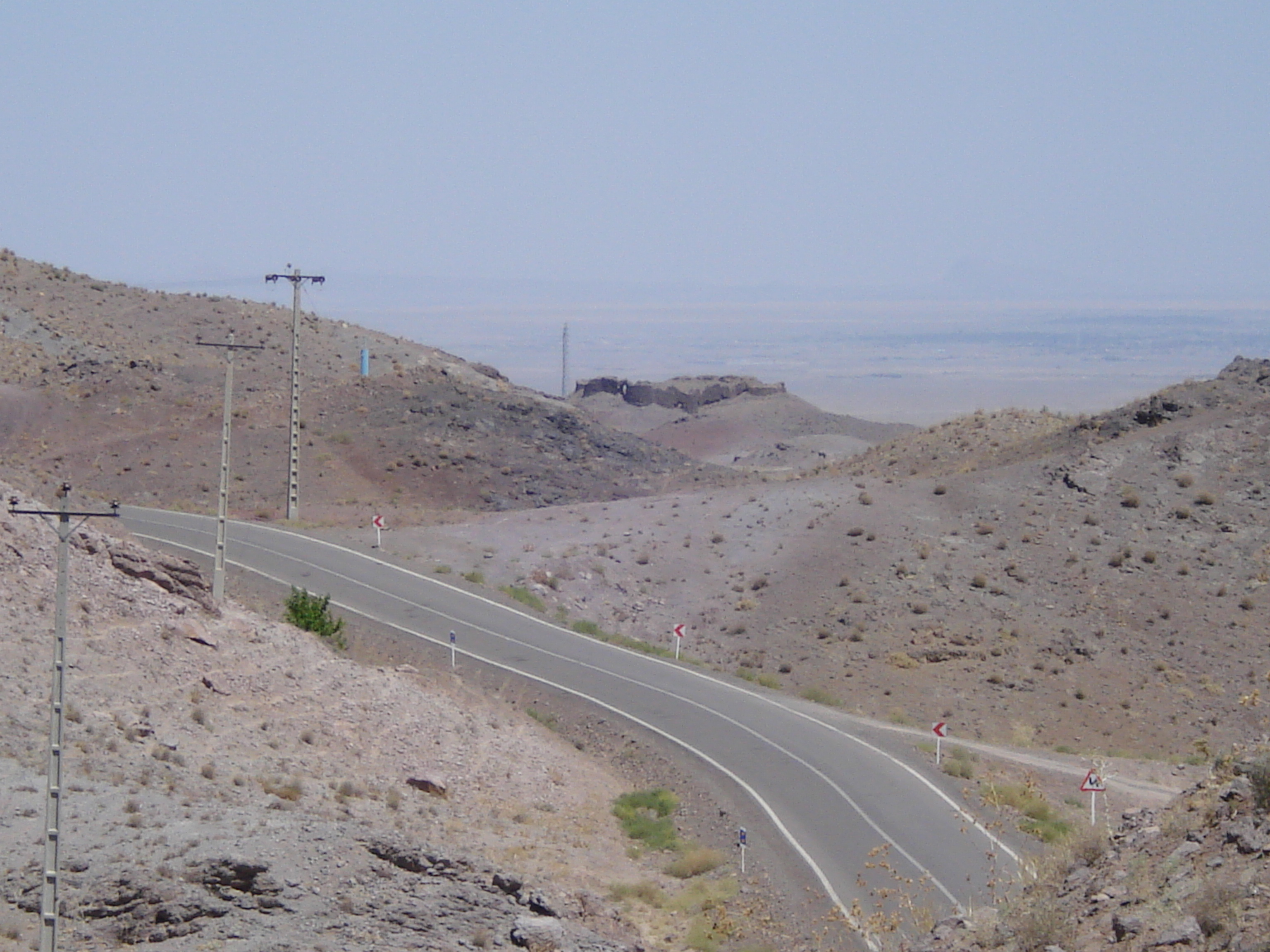
نمای قلعه زیبد از بالای قلعه شاه‌نشین
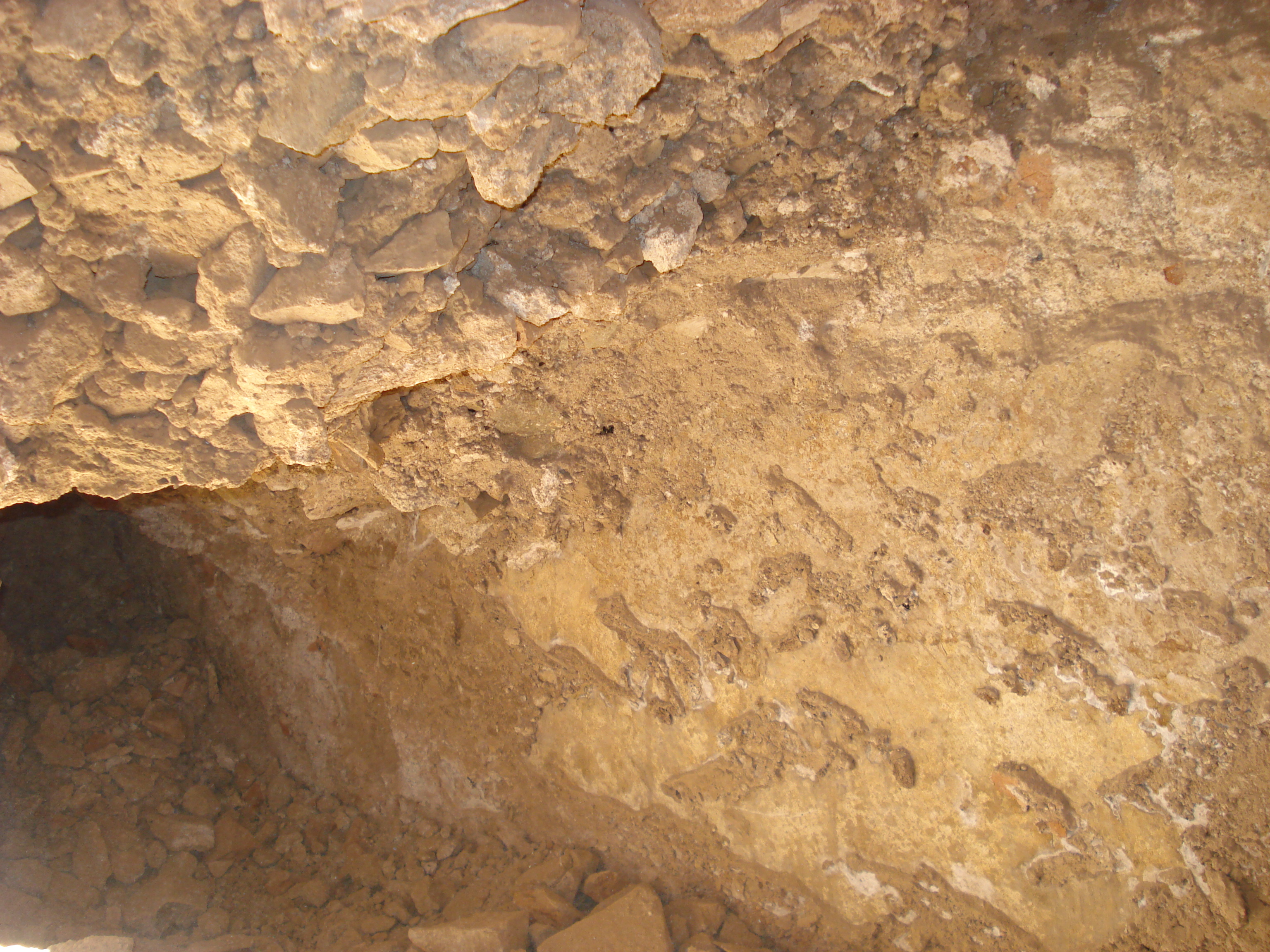
یکی از غرفه‌های کشف شده در زیر خاک‌های قلعه و غارت آن
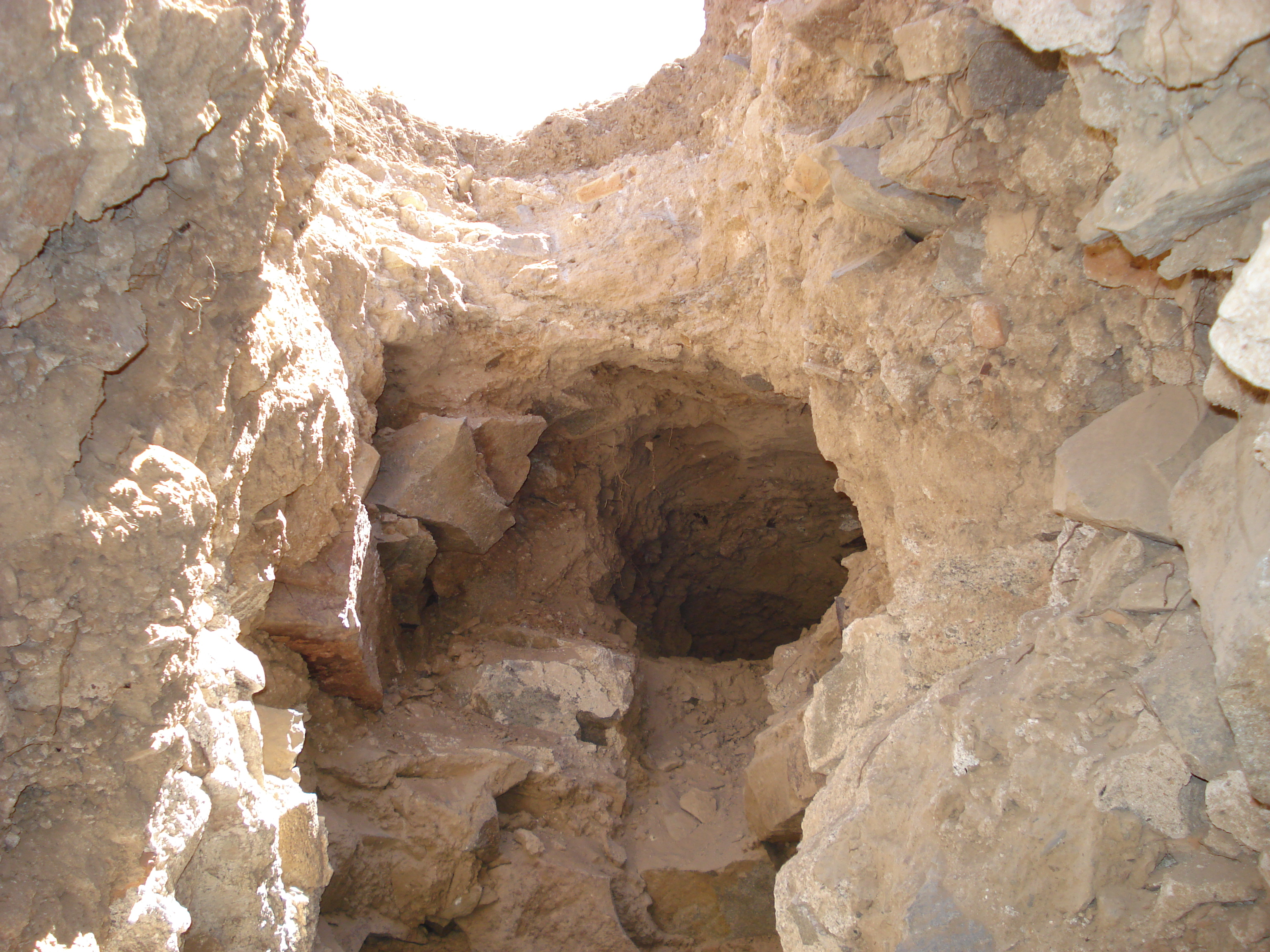
تخریب واپسین قلعه یزدگرد سوم توسط سارقان آثار باستانی
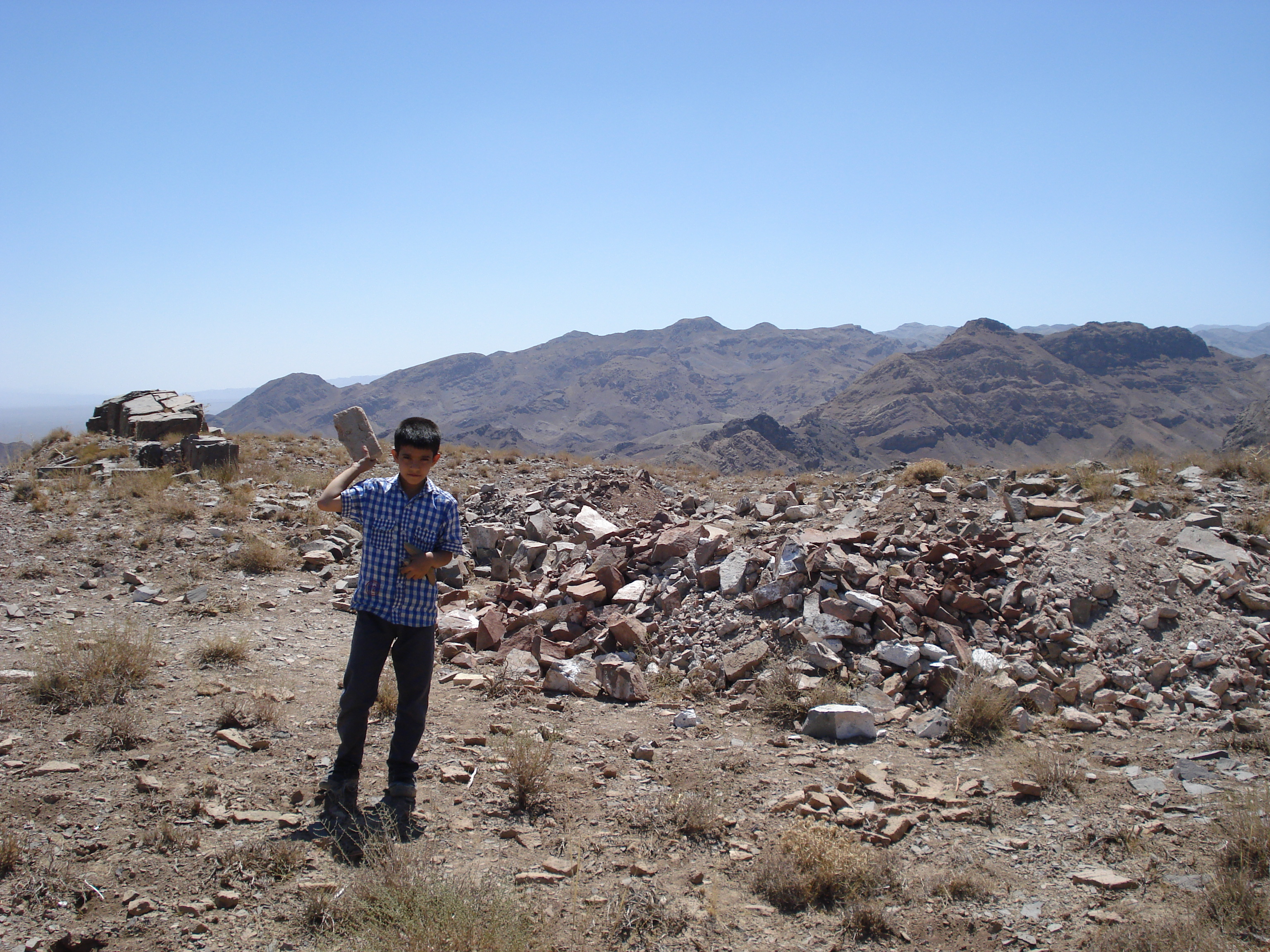
ویرانه‌های ناشی از تخریب توسط سارقان آثار باستانی

## جستارها
- جنگ دوازده‌رخ
- قلعه سفید زیبد
- محوطه قلعه شهاب
- قصه سنجان
- گناباد
- فهرست آثار ملی ایران
- سازمان میراث فرهنگی، صنایع دستی و گردشگری
- درخت تاقوک
- شاهنامه